# 스트라히냐 에라코비치
스트라히냐 에라코비치(세르비아어: Страхиња Ераковић, Strahinja Eraković, 2001년 1월 22일 ~ )는 세르비아의 축구 선수로 현재 러시아 프리미어리그의 FC 제니트 상트페테르부르크에서 활동 중이다.